# چیس کلمن
چیس کلمن (به انگلیسی: Chase Coleman) یک بازیگر، کارگردان و موسیقی دان آمریکایی است که بیشتر برای ایفای نقش بیلی ویسلو در سریال شبکهٔ HBO، امپراتوری بوردواک شناخته شده است.

## اوایل زندگی
چیس کلمن در تاسکالوسا، آلاباما به دنیا آمد و در منروو، لوئیزیانا بزرگ شد. او ابتدایی، راهنمایی و دبیرستان خود را در مدرسهٔ کلیسای «گِرَس» گذراند و پس از آن به دبیرستان کاتولیک سنت فردریک رفت. در سال دوم بودن در دبیرستان، او به خواندن و نواختن موسیقی در اولین راک باند خود کرد.
تمام طول دبیرستان او در گروه «کراول اسپیس» موسیقی محلی منروو را می‌نواخت و پس از فارغ‌التحصیلی در دانشگاه لوئیزیانا مونروو در رشته بازاریابی کسب و کار به تحصیل خود ادامه داد. در زمان دانشگاه نیز او در گروه موسیقی محلی «فالستاف» اجرا می‌کرد.
در سال دوم دانشگاه او علاقه خود را به بازیگری نشان داد و با انجمن تئاتر «استراوس» و تئاتر دانشگاه لوئیزیانا در مونرو اجرا کرد. در طول سال سوم کالج او با آژانس باتون‌روژ، لوئیزیانا قرار دادی به امضا رساند و توسط ران رندل استخدام شد.

## برگزیدهٔ آثار

### بازیگری
| سال  | عنوان                        | نقش                  |
| ---- | ---------------------------- | -------------------- |
| ۲۰۰۶ | یک زندگی برای زنده ماندن     | گرت                  |
| ۲۰۰۷ | دختر سخن‌چین                  | جک التمن             |
| ۲۰۰۷ | نظم و قانون: مقاصد تبهکارانه | برد بارت             |
| ۲۰۰۸ | کاتهیلا                      | جیسون دان            |
| ۲۰۰۹ | شاه‌ها                        | دنیل شپارد           |
| ۲۰۰۹ | همسر خوب                     | برایان کلر           |
| ۲۰۱۰ | فصل هالووین                  | بیل                  |
| ۲۰۱۰ | امپراتوری بوردواک            | بیلی وینسلو          |
| ۲۰۱۱ | گریل چک                      | مایکی                |
| ۲۰۱۱ | خدا قوانین را نمی‌سازد        | برت آرمسترانگ        |
| ۲۰۱۱ | سالن‌های مانتازوما            | ویکتور               |
| ۲۰۱۱ | در بین مردها                 | دکتر دان سالیوان     |
| ۲۰۱۱ | انبار رامبل                  | بلاد استرانگود       |
| ۲۰۱۱ | ۸:۴۶                         | کایل فاستر           |
| ۲۰۱۲ | ضد آب و خنجر                 | آدام لارکین          |
| ۲۰۱۲ | بسته J                       | تاد                  |
| ۲۰۱۲ | در باغچهٔ رز                  | جوزف                 |
| ۲۰۱۳ | آمریکایی‌ها                   | رابرت                |
| ۲۰۱۳ | شکارچی عشق                   | تام                  |
| ۲۰۱۴ | اصیل‌ها                       | الیور (شخصیت دوره‌ای) |
| ۲۰۱۵ | آکواریوس                     | تری ملچر             |

### کارگردانی
| سال  | عنوان       |
| ---- | ----------- |
| ۲۰۱۲ | در باغچهٔ رز |

### نویسندگی
| سال  | عنوان       |
| ---- | ----------- |
| ۲۰۱۲ | در باغچهٔ رز |

### تئاتر
| سال  | عنوان                              | نقش    |
| ---- | ---------------------------------- | ------ |
| ۲۰۱۱ | عروسی همجنس‌گرایی ایتالیایی بزرگ من | اندرو  |
| ۲۰۱۲ | چهار سگ و یک استخوان               | ویکتور |

## جوایز و نامزد ها
| سال  | جایزه                                                            | فیلم              | نتیجه    |
| ---- | ---------------------------------------------------------------- | ----------------- | -------- |
| ۲۰۱۰ | جایزه انجمن بازیگران فیلم برای بهترین گروه بازیگری در سریال درام | امپراتوری بوردواک | برنده    |
| ۲۰۱۱ | جوایز ایندی سوآپ بهترین بازیگر نقش مکمل در یک سریال درام         | In Between Men    | نامزدشده |